# Dakishimete Dakishimete

Coperta Dakishimete Dakishimete

"Dakishimete Dakishimete" (抱きしめて抱きしめて?) - (Îmbrățișează-mă îmbrățișează-mă) este al 19-lea disc single al trupei Berryz Kobo. A fost lansat pe 11 martie 2009 iar DVD-ul Single V pe 18 martie 2009. Ediția limitată conține un DVD bonus.

## Track List

### CD
1. Dakishimete Dakishimete (抱きしめて抱きしめて) 
2. Sono Subete no Ai ni (そのすべての愛に - Pentru toată dragostea) 
3. Dakishimete Dakishimete (Instrumental) 

### Ediția limitată
Dakishimete Dakishimete (Close-up Ver.) 

### Single V
1. Dakishimete Dakishimete 
2. Dakishimete Dakishimete (Dance Shot Ver.) 
3. Making Eizou ( メイキング映像 ) - Making of 

### Event V
1. Dakishimete Dakishimete (Shimizu Saki Ver.) 
2. Dakishimete Dakishimete (Tsugunaga Momoko Ver.)
3. Dakishimete Dakishimete (Tokunaga Chinami Ver.)
4. Dakishimete Dakishimete (Sudou Maasa Ver.) 
5. Dakishimete Dakishimete (Natsuyaki Miyabi Ver.) 
6. Dakishimete Dakishimete (Kumai Yurina Ver.) 
7. Dakishimete Dakishimete (Sugaya Risako Ver.)

## Credite
1. Dakishimete Dakishimete
- Versuri și compoziție: Tsunku (つんく)
- Aranjare: Egami Koutarou (江上浩太郎)

2. Sono Subete no Ai ni
- Versuri și compoziție: Tsunku (つんく)
- Aranjare: Uesugi Hiroshi (上杉洋史)

## Interpretări în concerte

### Dakishimete Dakishimete
- Hello! Project 2009 Winter Kettei! Haro☆Pro Award '09 ~Elder Club Sotsugyou Kinen Special~
- Berryz Koubou Concert Tour 2009 Haru ~Sono Subete no Ai ni~

### Sono Subete no Ai ni
- Berryz Koubou Concert Tour 2009 Haru ~Sono Subete no Ai ni~